# Dominique Radziwill
Dominique Rainier Radziwill, prince Radziwill, est né le 23 janvier 1911 à Balice, en Autriche-Hongrie, et mort le 19 novembre 1976 à Genève, en Suisse est un aristocrate et un militaire polonais, membre de la Légion polonaise au début de la Seconde Guerre mondiale.

## Famille
Le prince Dominique est le fils aîné du prince Jérôme Radziwill (1885-1945) et de son épouse l'archiduchesse Renée d'Autriche-Teschen (1888-1935). Par son père, il est donc le petit-fils du prince germano-polonais Dominique Radziwill (1852-1938) tandis que, par sa mère, il descend de l'archiduc Charles-Étienne de Teschen (1860-1933), brièvement roi de Pologne non couronné.
Le 30 mai 1938, il épouse, à Paris, la princesse Eugénie de Grèce (1910-1989), fille du prince Georges de Grèce (1869-1957) et de son épouse la princesse Marie Bonaparte (1882-1962). De ce mariage, qui se termine par un divorce le 27 février 1946, naissent deux enfants :
- la princesse Tatiana Radziwill (1939), qui épouse le médecin français Jean-Henri Fruchaud (1937), fils du médecin-colonel Henri Fruchaud (1894-1960) ;
- le prince Georges Radziwill (1942-2001), qui épouse Françoise Lageat (1931-1992), fille de la compositrice Germaine Tailleferre (1892-1983).

Le 8 janvier 1947, le prince Dominique épouse en secondes noces, à Rome, la citoyenne américaine Lida Lacey Bloodgood (1923-2008), fille de John van Schaick Bloodgood et de Lida Louise Fleitmann (en). De ce second mariage naissent trois enfants :
- la princesse Renée Radziwill (1954-2014), qui épouse André Wagnière ;
- la princesse Louise Radziwill (1956), qui épouse Antonio Moncada des princes de Paterno (1958) ;
- la princesse Lida Radziwill (1959), qui épouse le prince Innocenzo Odescalchi (1956).

## Biographie

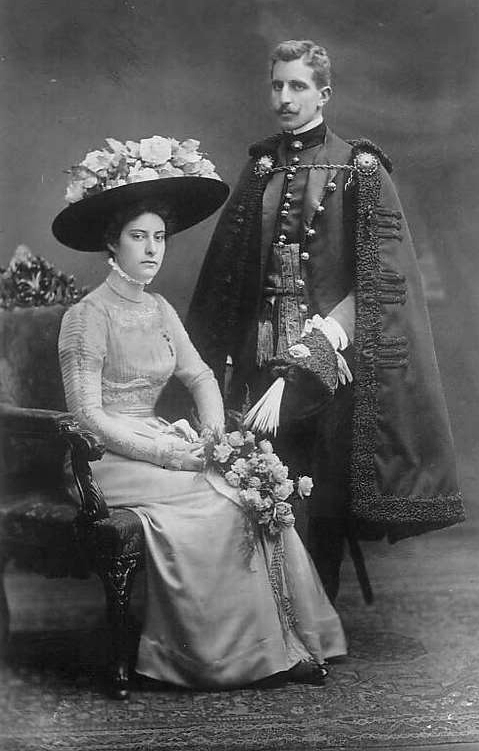
Les parents du prince Dominique, en 1909.

Fils du prince Jérôme Radziwill, candidat au trône de Pologne à la fin de la Première Guerre mondiale, le prince Dominique partage sa jeunesse entre la Pologne et la France, où ses parents effectuent de longs séjours après la Grande Guerre.
Le 18 février 1938, le prince Dominique se fiance à la princesse Eugénie de Grèce et leur mariage est célébré le 30 mai suivant à Paris.
Après l’invasion de la Pologne par le Troisième Reich, en septembre 1939, Dominique rejoint la Légion polonaise, à Coëtquidan, en Bretagne, et participe à la bataille de France dans le camp des Alliés. La défaite de la France face aux Allemands libère toutefois le prince de ses obligations militaires et il décide de fuir le pays avec sa femme et leur fille, née en août 1939. La famille rejoint alors l’Égypte avant de s’installer à Durban, en Afrique du Sud.
Malgré la naissance d’un fils, Georges, en 1942, les relations de Dominique et d’Eugénie se dégradent durant la guerre. À la Libération, le couple retourne en Europe mais décide bientôt de se séparer. Le divorce est finalement prononcé en France en 1946.
Désormais sans attache en France et dans l’incapacité de retourner en Pologne, où les Soviétiques ont arrêté son père et confisqué les immenses domaines de sa famille, le prince Dominique s’installe quelque temps en Italie. En 1947, le prince se remarie, à Rome, à la riche héritière américaine Lida Lacey Bloodgood,. Quelque temps après, le couple déménage en Afrique du Sud. Installés au Cap, le prince et la princesse Radziwill donnent alors naissance à leurs trois filles.
Le prince Radziwill s'éteint à Genève en 1976, sans avoir jamais pu rentrer en Pologne. Sa veuve lui survit jusqu'en 2008.

## Dans la culture populaire
Le personnage de Dominique Radziwill apparaît brièvement dans la deuxième partie du téléfilm Princesse Marie (2004) de Benoît Jacquot. Son rôle est interprété par l'acteur Manuel Witting.